# Мария-Олимпия, принцесса Греции и Дании
Её королевское высочество Мария-Олимпия, принцесса Греции и Дании (англ. Princess Maria-Olympia of Greece and Denmark, греч. Η πριγκίπισσα Μαρία-Ολυμπία της Ελλάδας και της Δανίας, родилась 25 июля 1996 в Нью-Йорке) — старшая дочь греческого принца Павла и кронпринцессы Греции Марии-Шанталь. Является внучкой по отцовской линии короля Константина II и королевы Анны-Марии, которые были последними монархами Греции вплоть до падения монархии в 1973 году. Среди её предков по отцовской линии выделяются датские короли Кристиан IX и Фредерик IX, британская королева Виктория и русская великая княгиня Ольга Константиновна. Де-юре Мария-Олимпия является в первую очередь законной принцессой Дании, однако её титул принцессы Греции признаётся другими королевскими семьями.

## Биография
Принцесса Мария-Олимпия родилась 25 июля 1996 года в городе Нью-Йорке. По отцовской линии она принадлежит к королевским семьям Дании и Греции. Её мать — Мари-Шанталь, урождённая Мария Шанталь Миллер, дочь американского миллиардера Роберта Уоррена Миллера.
Крещение Марии-Олимпии состоялось в стамбульском греческом православном соборе святого Георгия, обряд провёл Патриарх Константинопольский Варфоломей I. Её крёстными стали тётя по отцовской линии греческая принцесса Алексия, тётя по материнской линии Пиа Гетти, принц Уэльский Чарльз и принц греческий Михаил.
У Марии-Олимпии есть четыре брата: Константин-Алексиос (род. 29 октября 1998), Ахилес-Андреас (род. 12 августа 2000), Одиссеас-Кимон (род. 17 сентября 2004) и Аристидис-Ставрос (род. 29 июня 2008). Принцесса изучала историю искусств, театра и фотографии, а также художественный дизайн в частной школе-интернате в Швейцарии, надеясь посвятить свою жизнь искусству и моде. В возрасте 17 лет она начала сотрудничать с модельным домом Dior.

## Личная жизнь
В 2016 году Мария-Олимпия изучала фотографию в Школе дизайна Парсонс в Нью-Йорке, в 2015—2019 годах обучалась в школе индивидуального образования Галлатина Нью-Йорского университета, где получила степень бакалавра в области модного бизнеса и маркетинга. Проживает в районе Сохо Нью-Йорка. Пресса сообщала, что Мария-Олимпия встречалась с британским принцем Гарри, однако официальные представители королевской семьи это опровергали. Снималась для журналов Teen Vogue, Tatler и W. Согласно интервью журналу Tatler, страдает дислексией. Близкими её подругами являются принцесса Талита фон Фюрстенберг, её двоюродная сестра (дочь Александры фон Фюрстенберг) и Кира Кеннеди, дочь Роберта Фрэнсиса Кеннеди-младшего. Является фанаткой хоккейного клуба НХЛ «Нью-Йорк Рейнджерс».

## Награды
- Большой крест ордена Святых Ольги и Софии (25 июля 1996)